# Modernokratie (Mouvement politique)
 (août 2025).
 (août 2025).
La mise en forme du texte ne suit pas les recommandations de Wikipédia : il faut le « wikifier ».
Les points d'amélioration suivants sont les cas les plus fréquents. Le détail des points à revoir est peut-être précisé sur la page de discussion.
- Les titres sont pré-formatés par le logiciel. Ils ne sont ni en capitales, ni en gras.
- Le texte ne doit pas être écrit en capitales (les noms de famille non plus), ni en gras, ni en italique, ni en « petit »…
- Le gras n'est utilisé que pour surligner le titre de l'article dans l'introduction, une seule fois.
- L'italique est rarement utilisé : mots en langue étrangère, titres d'œuvres, noms de bateaux, etc.
- Les citations ne sont pas en italique mais en corps de texte normal. Elles sont entourées par des guillemets français : « et ».
- Les listes à puces sont à éviter, des paragraphes rédigés étant largement préférés. Les tableaux sont à réserver à la présentation de données structurées (résultats, etc.).
- Les appels de note de bas de page (petits chiffres en exposant, introduits par l'outil «  Source ») sont à placer entre la fin de phrase et le point final[comme ça].
- Les liens internes (vers d'autres articles de Wikipédia) sont à choisir avec parcimonie. Créez des liens vers des articles approfondissant le sujet. Les termes génériques sans rapport avec le sujet sont à éviter, ainsi que les répétitions de liens vers un même terme.
- Les liens externes sont à placer uniquement dans une section « Liens externes », à la fin de l'article. Ces liens sont à choisir avec parcimonie suivant les règles définies. Si un lien sert de source à l'article, son insertion dans le texte est à faire par les notes de bas de page.
- La présentation des références doit suivre les conventions bibliographiques. Il est recommandé d'utiliser les modèles {{Ouvrage}}, {{Chapitre}}, {{Article}}, {{Lien web}} et/ou {{Bibliographie}}. Le mode d'édition visuel peut mettre en forme automatiquement les références.
- Insérer une infobox (cadre d'informations à droite) n'est pas obligatoire pour parachever la mise en page.

Pour une aide détaillée, merci de consulter Aide:Wikification.
Si vous pensez que ces points ont été résolus, vous pouvez retirer ce bandeau et améliorer la mise en forme d'un autre article.

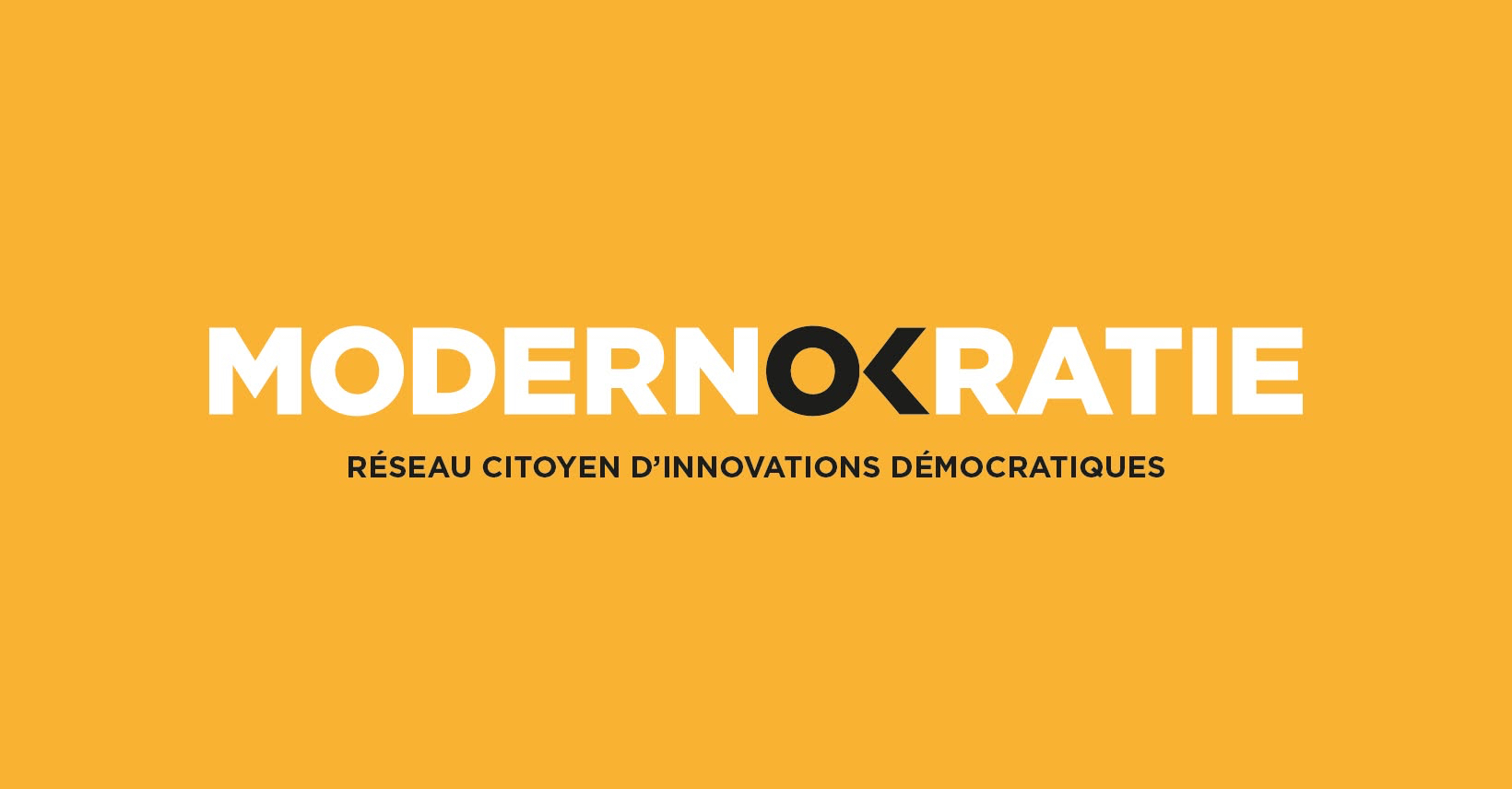
Logo du mouvement Modernokratie.

Modernokratie est un mouvement politique suisse actif dans le canton de Neuchâtel, porté par Thomas Wroblevski. Il vise à promouvoir une démocratie plus participative en proposant des outils tels que les Assemblées populaires locales, la reconnaissance du vote blanc et le droit de veto populaire,,,.

## Participations électorales
- 2014 : Le 28 septembre, Thomas Wroblevski se présente à l’élection complémentaire au Conseil d’État[6], organisée à la suite de la démission de l’UDC Yvan Perrin[7]. Candidat sur la Liste du vote blanc, il obtient 10,74 % des suffrages (5 460 voix)[8] et termine en troisième position sur quatre candidats[9].

- 2015 : Thomas Wroblevski participe aux élections fédérales[10] au Conseil national et au Conseil des États sur la Liste du vote blanc. Deux listes complètes ont été déposées : une de quatre candidats pour le Conseil national[11], ayant obtenu les 100 signatures requises, et une de deux candidats pour le Conseil des États. La liste obtient 0,90 % des voix au Conseil national[12] et 0,89 % au Conseil des États[8], devançant celles du Parti bourgeois-démocratique, du Nouveau Parti libéral, du mouvement Cadmos et d'Impossible Alternative.
- 2016 : Thomas Wroblevski présente une Liste pour la reconnaissance du vote blanc (LVB) aux élections communales en ville de Neuchâtel. A défaut de présenter une liste à l'exécutif communal, ils présentent une liste de 5 membres au conseil général, qui obtiendra 2,39% des suffrages exprimés[13].

- 2017 : Aux élections cantonales, une Liste pour la reconnaissance du vote blanc (LVB)[14] est présentée pour l'élection au Conseil d'Etat. La liste est cette fois-ci menée par Michèle Griffon[15],[16] et deux autres candidats. Les candidats récoltent individuellement entre 2,77% et 3,61% des suffrages exprimés[8].

- 2019 : Thomas Wroblevski se présente seul aux élections fédérales en candidatant pour le conseil des Etats avec la liste Les modernocrates[17]. Sa liste récolte 0,21% des suffrages exprimés.

- 2021 : Thomas Wroblevski se présente seul aux élections cantonales en candidatant pour le conseil d'Etat avec la Liste du vote blanc[18],[19]. Il récolte alors 2,27% des suffrages exprimés.

- 2023 : à la suite de la démission du conseiller d'état socialiste Laurent Kurth, une élection complémentaire a été initiée[20],[21]. Thomas Wroblevski s'est alors présenté[22] avec la liste Le Vote Blanc (LVB) et a récolte 10,83% des suffrages[23], arrivant en deuxième position[24].

- 2025 : lors des élections cantonales du 23 mars, Modernokratie présente une liste complète au Conseil d’État sous l’intitulé Modernokratie – Droit de veto populaire[25] et une liste de six candidats au Grand Conseil sous l’intitulé Modernokratie – Assemblée populaire[26]. Le mouvement obtient 0,41 % des suffrages au Grand Conseil (16’190 voix)[27] et entre 0,66 % et 0,91% au Conseil d’État[28].
- 2025 : A partir de février 2025, le conseiller général Nolan Bongiovanni siège en tant qu’indépendant[29]à la Ville de Neuchâtel. Se revendiquant Modernokrate[30] sur les réseaux sociaux, il a lancé une assemblée populaire.

## Idéologie et propositions
Modernokratie met en avant les principes suivants :
- La mise en place d'Assemblées populaires délibératives, qui orientent les votes des représentants.
- La reconnaissance du vote blanc (ou droit de veto populaire) comme un choix politique actif, pouvant conduire à l’invalidation d’un scrutin.
- L’application d’un mandat participatif où les élus s’engagent à respecter les décisions de l’assemblée populaire.

## Couverture médiatique
Le mouvement et Thomas Wroblevski ont fait l'objet de plusieurs reportages dans les médias :
- Reportage Canal Alpha 2015 : T. Wroblevski et la Modernocratie: tout un programme ! [31]
- Elections fédérales / Reportage Canal Alpha 2019 : T. Wroblevski et la Modernocratie: tout un programme! [32]